# Filatelija
Filatelija (filos - prijatelj, atelia - oslobođeno plaćanja - jer se na frankirano pismo ne plaća nikakva druga pristojba) je naziv za ljubav prema poštanskim markama, njihovo sakupljanje i proučavanje također sakupljanje omotnica, žigova i drugog poštanskog materijala.
Filatelisti marke skupljaju u albume, i isto kao i s numizmatičarima, rijetki primjerci maraka (novčića ili novčanica) postižu visoke cijene.

## Nastanak poštanske marke
Nekada su se poštanske usluge plaćale gotovim novcem, a plaćao ih je primatelj pošiljke. Takav način naplaćivanja se pokazao nevaljanim jer se nerijetko događalo da je pošiljtelj jednostavno iz vanjske strane omotnice u sklopu adrese napisao poruku kao npr. dolazim ili dobro sam i normalno primatelj pročitavši poruku odbio je primiti pismo i pošta je ostala bez svoje naknade (poštarine) za isporučenu poštu.
Tada je Englez Rowland Hill došao na ideju da se tiskaju male potvrde koje bi se ljepile na poštanske pošiljke i tako je nastala prva marka 6. svibnja 1840. godine tiskana u V. Britaniji, glasoviti "crni peny".
U Hrvatskoj, koja je tada bila u sklopu Austro-Ugarske Monarhije, prva marka je bila izdana 1850. godine.
Dosad je u svijetu tiskano više od 270 000 raznih maraka, a svake godine izađe više stotina novih maraka iz poštanskih ureda širom svijeta.
U prvo vrijeme marke koje su izlazile u arcima morale su se škarama izrezivati iz arka na pošti, što je bilo nespretno i sporo, sve dok 1847 godine Englez Archer nije izumio stroj za perforiranje (rupičanje) maraka.
Sada su se marke iz arka mogle istrgavati ručno, a tako istrgavane marke dobile su zupce na svojim rubovima, ali to je već neko drugo poglavlje.

## Počeci filatelije
Prvi sakupljači maraka javljaju se oko 1850. godine s njima se javljaju i prvi trgovci markama kao i prvi falsifikatori i varalice.
Dana 21. prosinca 1861. Alfred Potiquet izdaje i prvi katalog maraka u Parizu. U njemu je bilo obrađeno 1080 "naljepnica" i 132 omotnice. Veću siječnju 1862 godine izlazi katalog J.B.Moensa iz Bruxellesa, a malo kasnije u Londonu izdaju svoj prvi katalog Frederick Booty i Mount Brown.
Prvi američki katalog “The Stamp Collector’s Manual”, djelo A.C.Klinea iz Philadelphie pojavio se oko 1862 godine, a 1867 godine izdan je i prvi "katalog" još danas poznatog izdavača J.W.Scotta. Riječ katalog je uvjetno upotrebljena jer se radilo o samo jednoj stranici. 
Jedan Francuz M. Herpin je 1864. godine nazvao sakupljanje maraka "filatelijom" i tako izbacio iz upotrebe riječ "timbromanija" kako se do tada nazivala "ljubav prema markama".
Prvi klubovi ili društva sakupljača maraka nastali su oko 1856 godine na teritoriju SAD-a. 
U Hrvatskoj prvo društvo je osnovano 1890 godine u Dubrovniku, ali nažalost nije bilo dugoga vijeka. Najstarije društvo u Hrvatskoj "Hrvatsko filatelističko društvo" koje i danas djeluje osnovano je 1897. godine u Zagrebu.
Tadašnje sakupljanje maraka ni u čemu nije nalikovalo današnjem, kad milijuni sakupljača širom svijeta posvećuju dobar dio svog novca i slobodnog vremena sakupljanju tih "“šarenih papirića".
Tada su se sakupljanjem bavila pretežno djeca jer odraslima to "kao ne priliči" i dan danas često odrasli filatelisti nailaze na nerazumijevanje okoline za svoj hobi.
U prodaji tad nije bilo ni albuma, ni pribora, a niti priručnika (do 1861. godine).
U to vrijeme su se skupljale "generalne zbirke". Do 1860 godine u čitavom je svijetu bilo izdano nešto više od 700 maraka pa su se zbirke od 200-300 maraka smatrale velikim i bogatim.
Ozbiljnih filatelista koji su znali nešto o zupčanju, boji ili o tipovima vodoznaka gotovo da nije ni bilo.
Od tih početaka pa do danas puno se napredovalo u filateliji, danas iza sebe imamo više od 100.000 knjiga, na tisuće klubova i udruženja koji okupljaju cijelu vojsku od preko milijun ljudi koji sakupljaju marke širom svijeta, znanja koja se predaju na katedrama, jednom riječju filatelija je danas svojevrsna znanost koja izučava kulturu i povijest nekog naroda ili države.

## Unutarnje poveznice
- Katalog poštanskih maraka

## Vanjske poveznice
- www.filatelija.net